# Beaufoy Ridge
Beaufoy Ridge ist ein Gebirgskamm an der Südküste von Coronation Island im Archipel der Südlichen Orkneyinseln. Mit einer Höhe von 650 m an seinem nordwestlichen Ende ragt er auf der Westseite des Sunshine Glacier unmittelbar nördlich der Iceberg Bay auf.
Der Falkland Islands Dependencies Survey nahm im Anschluss an eine von 1948 bis 1949 dauernden Vermessung die Benennung vor. Namensgeberin ist die Sloop Beaufoy of London, mit welcher der schottische Kapitän Michael McLeod im Rahmen der zweiten Antarktisfahrt James Weddells (1821–1822) am 12. Dezember 1821 die Südlichen Orkneyinseln erreicht hatte.